# 19th Airlift Wing

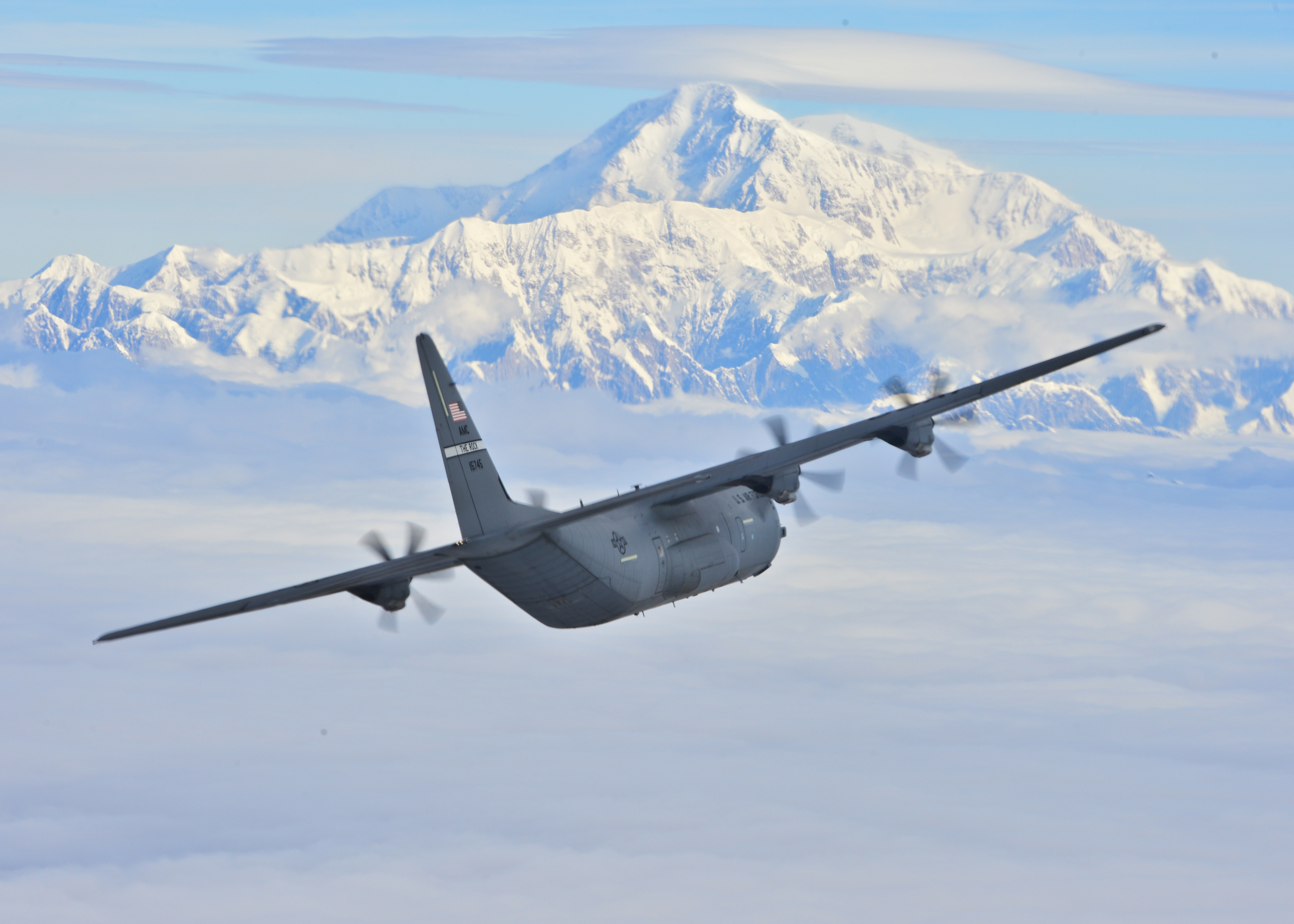
C-130J del 41st AS in prossimità del Monte McKinley

Il 19th Airlift Wing è uno stormo da trasporto dell'Air Mobility Command, inquadrato nella Eighteenth Air Force. Il suo quartier generale è situato presso la base aerea di Little Rock, in Arkansas.

## Missione
Allo stormo è associato il 913th Airlift Group, Air Force Reserve Command, il quale fornisce personale di supporto per l'addestramento e la manutenzione per i suoi C-130J.

## Organizzazione
Attualmente, al maggio 2017, esso controlla:
- 19th Operations Group
  - 19th Operation Support Squadron
  - 34th Combat Training Squadron
  -  41st Airlift Squadron - Equipaggiato con 14 C-130J
  -  61st Airlift Squadron - Equipaggiato con 14 C-130J
- 19th Maintenance Group
  - 19th Aircraft Maintenance Squadron
  - 19th Maintenance Squadron
- 19th Medical Group
  - 19th Aerospace Medicine Squadron
  - 19th Medical Operations Squadron
  - 19th Medical Support Squadron
- 19th Mission Support Group
  - 19th Civil Engineer Squadron
  - 19th Communications Squadron
  - 19th Contracting Squadron
  - 19th Logistics Readiness Squadron
  - 19th Force Support Squadron
  - 19th Security Forces Squadron